# Werksorchester
Ein Werksorchester, auch Werkorchester, ist ein Orchester, das oft von Unternehmen gegründet wurde oder von diesen unterstützt wird. 
Orchester dieser Art bestehen – wie auch die Werkschöre oder Werkstheater – in der Regel aus Mitarbeitern des Unternehmens und manchmal auch aus externen Musikern. Sie dienen oft als kulturelle Einrichtungen innerhalb des Unternehmens und führen regelmäßig Konzerte oder musikalische Aufführungen auf, sei es für die Mitarbeiter selbst, für Kunden oder für die Öffentlichkeit. Werksorchester können eine Vielzahl von Musikstilen spielen, von Klassik bis hin zu zeitgenössischer Musik, je nach den Vorlieben und Fähigkeiten der Mitglieder.
Beispiele für bestehende oder ehemalige für Werksorchester sind das Werksorchester der Bayer AG in Leverkusen (aus dem die Bayer-Philharmoniker hervorgegangen sind), das Werksorchester der Reemtsma-Werke in Hamburg, das Siemens-Orchester Erlangen, das Audi-Werksorchester (die heutige Audi Bläserphilharmonie), das Sinfonieorchester des Musikvereins "Glückauf" Anthrazit Ibbenbüren e.V., das KSB Werksorchester Pegnitz und viele weitere.